# Nadarzyn (gemeente)
De gemeente Nadarzyn is een landgemeente in het Poolse woiwodschap Mazovië, in powiat Pruszkowski.
De zetel van de gemeente is in Nadarzyn.
Op 30 juni 2004 telde de gemeente 10 046 inwoners.

## Oppervlakte gegevens
In 2002 bedroeg de totale oppervlakte van gemeente Nadarzyn 73,4 km², waarvan:
- agrarisch gebied: 67%
- bossen: 18%

De gemeente beslaat 29,8% van de totale oppervlakte van de powiat.

## Demografie
Stand op 30 juni 2004:
| Omschrijving                   | Totaal | Totaal | Vrouwen | Vrouwen | Mannen | Mannen |
| ------------------------------ | ------ | ------ | ------- | ------- | ------ | ------ |
| eenheid                        | aantal | %      | aantal  | %       | aantal | %      |
| inwoners                       | 10 046 | 100    | 5206    | 51,8    | 4840   | 48,2   |
| bevolkingsdichtheid (inw./km²) | 136,9  | 136,9  | 70,9    | 70,9    | 65,9   | 65,9   |

In 2002 bedroeg het gemiddelde inkomen per inwoner 2526,78 zł.

## Administratieve plaatsen (sołectwo)

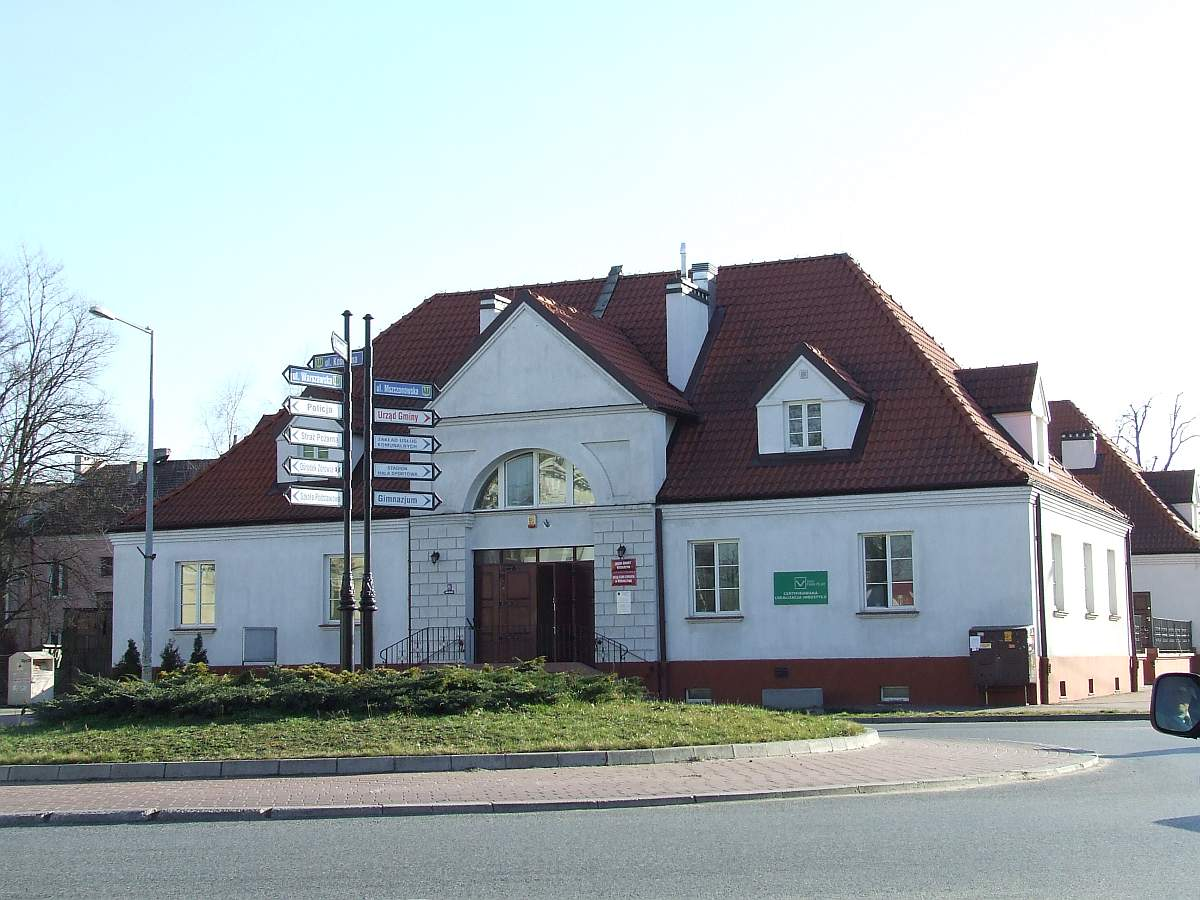
Urząd gminy Nadarzyn

Kajetany, Krakowiany, Młochów, Nadarzyn (sołectwa: Nadarzyn I en Nadarzyn II), Parole, Rozalin, Rusiec, Stara Wieś, Strzeniówka, Szamoty, Urzut, Walendów, Wola Krakowiańska, Wolica.

## Aangrenzende gemeenten
Brwinów, Grodzisk Mazowiecki, Lesznowola, Michałowice, Raszyn, Tarczyn, Żabia Wola